# Undergångens arkitektur
Undergångens arkitektur (Arquitetura da Destruição) é um documentário produzido e dirigido pelo cineasta sueco Peter Cohen, que trata do uso da arte e da estética pela Alemanha nazista. Foi lançado originalmente na Suécia em 1989.

## Sinopse
Nos minutos iniciais do filme, é apresentada a missão assumida pelos nazistas de "purificar" a terra alemã dos males que a assolavam, definindo aquilo que os nazistas chamaram de "corpo do povo da Alemanha". Com esse discurso, os nazistas passaram a perseguir diversos grupos da sociedade, principalmente as pessoas com deficiências e os judeus, tratando-os como se fossem bactérias ou vírus, quando o documentário exibe os guetos poloneses - um verdadeiro câncer que se difundia pelo mundo a ser contido e removido da sociedade alemã. A medicina alemã deveria trabalhar em prol desse corpo do povo, e não em prol do indivíduo, e nesse sentido diversos médicos acabaram se tornando filiados ao Partido Nacional Socialista Alemão a fim de conseguirem subir na carreira.
Contudo, esse discurso “higienista” acaba sendo incorporado a uma questão de ordem estética, fundindo de certa maneira padrões de beleza (a “grande arte” idealizada por Hitler, que via na Antiguidade Clássica especialmente a fusão das paixões de Esparta, Atenas e Roma bem como na obra de Richard Wagner o ápice da manifestação artística humana; sendo bastante influenciado pelo romantismo alemão da segunda metade do século XIX) com questões de ordem médica. Como exemplo disso, temos o rebaixamento da arte moderna, dentro da lógica totalitária nazista, para uma chamada "arte degenerada". Hitler chega até mesmo a elaborar duas exposições de arte, uma divulgando a "arte sadia", condizente com suas concepções estéticas da raça ariana, e outra exposição, desta vez da "arte degenerada", mostrando ao povo alemão como era a arte que eles não deveriam apreciar. Chegou-se ao ponto de comparar diversas obras modernistas com fotos de casos de deformação congênita, retiradas de revistas médicas da época, o filme mostra o acervo da cultura hitlerista apreendido pelos aliados.
Retomando o discurso estético e biológico dos nazistas, os manicômios são apresentados durante o documentário como uma subversão da ordem natural, uma vez que enquanto o "povo alemão" vivia em condições paupérrimas, pessoas doentes, loucos e toda ordem de enfermos viviam cercadas de luxo e beleza que elas nem mesmo seriam capazes de contemplar.
Dentro dessa mesma lógica, já no meio do documentário, é apresentado o filme nazista intitulado Vítimas do Passado (1937), onde a intenção é também a de "biologizar" o discurso nazista, que defendia a eugenia através da prática da "eutanásia", termo não adequadamente empregado, uma vez que era realizada sem o consentimento do enfermo ou de sua família. "Na natureza, tudo o que não é adequado perece"; - diz o documentário nazista, induzindo os telespectadores a adotarem a mesma lógica para a sociedade na qual eles viviam, onde os mais aptos deveriam ser recompensados e os menos aptos exterminados.
A prática da eugenia nazista, de acordo com o documentário de Cohen, teria começado com a esterilização de doentes e passado então para morte de crianças com algum tipo de má formação, passando num próximo momento, já no fim da Segunda Guerra, para o extermínio de judeus na chamada “solução final”. Essa prática de matar não apenas judeus "estrangeiros", mas também as próprias crianças e soldados alemães considerados inaptos, vai ao encontro do que afirma Hannah Arendt, para quem o totalitarismo seria uma forma de domínio inovadora, uma vez não se limitaria a destruir as capacidades políticas do ser humano, isolando-o em relação à vida pública, como faziam as velhas tiranias e os velhos despotismos, mas tenderia a destruir os próprios grupos e instituições que formam o tecido das relações privadas do homem, tornando-o estranho assim ao mundo e privando-o até de seu próprio eu.
A narrativa do documentário é feita por vezes de modo irônico, tratando Adolf Hitler como uma pessoa frustrada, "limitada intelectualmente" e cujos projetos por vezes eram por vezes de "resultados amadorísticos". Logo no início Peter Cohen apresenta Hitler como um arquiteto e pintor frustrado por sua não-admissão na Academia de Artes de Viena, criando uma subsequente obsessão pela Antiguidade Clássica, Richard Wagner e Linz, sua cidade natal.
Os aspectos de pensamento de extrema direita são notáveis nessa concepção, pois a eugenia é associada a um ideal científico e estético, na qual aponta-se para a superioridade de um grupo étnico e seu dever de eliminar as impurezas que podem vir a diminuir esse grupo. Nota-se uma simbologia fortemente ligada, por exemplo, à saúde (na comparação entre a eliminação de germes e bactérias com a eliminação de "raças" consideradas degeneradas cuja reprodução caso contrário traria a ruína à humanidade) e às artes (na busca do ideal social, racial e corporal em obras épicas greco-romanas e germânicas). Desses parâmetros sociais precede, segundo o documentário, a ambição máxima nazista de "embelezamento violento do mundo".